# La rivolta dei racchi
La rivolta dei racchi è una storia a fumetti realizzata da Guido Buzzelli pubblicata nel 1967 su Lucca Comics Almanacco in occasione del Salone Internazionale dei Comics dall'Istituto di Pedagogia dell'Università di Roma. Viene considerato il primo romanzo a fumetti italiano.

## Storia editoriale
Buzzelli scrisse e disegnò l'opera senza che nessun editore gliel'avesse commissionata ma attirò l'attenzione di Rinaldo Traini, all’epoca direttore del Salone di Lucca che decide di pubblicarla nel 1967 sull'Almanacco dei Comics, il catalogo della manifestazione.
In Italia rimase sconosciuto fino al 1970 quando il fumettista Georges Wolinski non lo trovò in un'edicola di Napoli e decise di pubblicarlo sulla sua rivista Charlie Mensuel, contribuendo al successo in Francia di Buzzelli. Nel 1970 venne pubblicata sulla rivista Psyco dalla Editrice Naka.
A questa prima storia seguiranno poi I labirinti (1971) e Zil Zelub (1972) che vennero poi pubblicati nel volume La Trilogia dalla Coconino Press nel 2017.

## Trama
In un mondo diviso in due classi sociali, i belli vivono nell'agiatezza e nella superficialità edonistica, mentre i racchi vivono nelle profondità della Terra, sfruttati dai belli. A cambiare questa situazione sarà Spartak, un racchio che si erge a paladino della giustizia sociale. La rivolta che ne scaturisce sconvolgerà nel profondo l'equilibrio di questo mondo. La violenza e la brutalità incontrollata dei racchi porterà quindi a dei risvolti tutt'altro che positivi.